# Monte Cocuzzo
Monte Cocuzzo este o arie protejată (arie specială de conservare — SAC, sit de importanță comunitară — SCI) din Italia întinsă pe o suprafață de 45 ha, integral pe uscat.

## Localizare
Centrul sitului Monte Cocuzzo este situat la coordonatele 39°13′19″N 16°08′05″E / 39.221944°N 16.134722°E.

## Înființare
Situl Monte Cocuzzo a fost declarat sit de importanță comunitară în septembrie 1995 pentru a proteja 19 specii de animale. Situl a fost protejat și ca arie specială de conservare în iunie 2017.

## Biodiversitate
Situată în ecoregiunea mediteraneană, aria protejată conține 3 habitate naturale: Pante stâncoase calcaroase cu vegetație casmofită, Pajiști uscate seminaturale și facies de acoperire cu tufișuri pe substraturi calcaroase (Festuco-Brometalia) (* situri importante pentru orhidee), Păduri de fag din Apenini cu Taxus și Ilex.
La baza desemnării sitului se află mai multe specii protejate:
- păsări (18): uliu păsărar (Accipiter nisus), șorecarul comun (Buteo buteo), Certhia brachydactyla, porumbel gulerat (Columba palumbus), presură de munte (Emberiza cia), măcăleandru (Erithacus rubecula), cinteză (Fringilla coelebs), câneparul (Linaria cannabina), ciocârlie de pădure (Lullula arborea), pițigoi mare (Parus major), pițigoi de brădet (Periparus ater), codroș de munte (Phoenicurus ochruros), pitulice de munte (Phylloscopus collybita), ciocănitoarea verde (Picus viridis), țiclete (Sitta europaea), silvie cu cap negru (Sylvia atricapilla), pănțărușul (Troglodytes troglodytes), mierlă (Turdus merula)
- reptile (1): șarpele cu patru dungi (Elaphe quatuorlineata)

Pe lângă speciile protejate, pe teritoriul sitului au mai fost identificate 10 specii de plante, 2 specii de nevertebrate, 3 specii de reptile.